# Hikmat al-Hijri
Hikmat Salman al-Hijri (árabe: حكمت سلمان الهجري) es un líder espiritual druso sirio nacido en Venezuela, principal figura político religiosa de la comunidad drusa en Siria y una destacada figura en la Gobernación de As-Suwayda.

## Primeros Años
Al-Hijri nació el 9 de junio de 1965 en Venezuela, donde su padre trabajaba en ese momento. Posteriormente regresó a Siria para completar su educación primaria y secundaria. En 1985, se matriculó en la Universidad de Damasco para estudiar Derecho y se graduó en 1990.

## Liderazgo espiritual
En 2012, al-Hijri sucedió a su hermano Ahmed como líder espiritual de la comunidad drusa tras la muerte de este último en un accidente automovilístico. El cargo ha sido hereditario en la familia desde el siglo XIX. Su mandato provocó una división en el liderazgo religioso druso: una facción bajo su liderazgo en la ciudad de Qanawat y otra liderada por los jeques Hammoud al-Hinnawi y Youssef Jarbou en la zona de Ain al-Zaman.
Inicialmente, al-Hijri era conocido por su apoyo a la Dictadura de Bashar al-Ásad, lo que provocó un declive de su popularidad dentro de la comunidad drusa. Con el inicio de la revolución siria, se enfrentó a presiones para adoptar una postura clara contra el régimen Siria baazista, especialmente después de que las fuerzas de seguridad mataran a manifestantes. El 25 de enero de 2021, fue insultado por el jefe regional de Inteligencia Militar, Louay al-Ali, durante una llamada telefónica relacionada con un ciudadano detenido de As-Suwayda. El incidente provocó indignación generalizada y protestas en la región.
En una reunión secreta con una delegación militar rusa en abril del mismo año, al-Hijri rechazó la presencia continua de Assad en el poder como solución final para evitar un deslizamiento hacia la partición del país, asegurar el regreso de los desplazados e iniciar la reconstrucción del estado sirio.
Tras la Caída de la dinastía Ásad, el 8 de diciembre de 2024, al-Hijri pidió un diálogo nacional amplio bajo supervisión internacional para establecer un gobierno de transición que represente a todos los segmentos de la sociedad siria.
En una entrevista televisada emitida en enero de 2025, al-Hijri enfatizó que era "demasiado pronto" para hablar de desarme, considerando el asunto "completamente inaceptable hasta que se forme un estado y se redacte una constitución para garantizar los derechos".
El 17 de febrero de 2025, al-Hijri emitió una declaración en la que resaltaba la unidad de Siria como territorio y pueblo, rechazando el separatismo y la reintegración de funcionarios corruptos a las instituciones estatales. Exigió una administración civil tecnocrática, libre de afiliaciones étnicas, religiosas o políticas, y advirtió contra la pérdida del rumbo nacional tras la caída del régimen dictatorial de la familia Assad.
Al-Hijri expresó opiniones encontradas sobre el presidente interino sirio Ahmed al-Charaa. En una declaración grabada en marzo de 2025, negó cualquier alineamiento político con el Gobierno de transición de Siria, describiéndolo como extremista y buscado por la justicia internacional. Acusó a las autoridades de intentar sembrar la discordia en As-Suwayda al nombrar figuras impopulares para representar a la gobernación..  También se negó a reconocer la nueva declaración constitucional, calificándola de "ilógica".

### Enfrentamientos armados entre drusos y beduinos
En julio de 2025, en medio de enfrentamientos entre drusos y beduinos, al-Hijri emitió un comunicado advirtiendo a las fuerzas gubernamentales que no intervinieran en Suwayda. Tras el despliegue de las fuerzas gubernamentales, instó a los combatientes drusos a "resistir esta brutal campaña por todos los medios posibles".
Posteriormente, instó al presidente estadounidense Donald Trump, al primer ministro israelí Benjamin Netanyahu, al príncipe heredero saudí Mohammed bin Salman y al rey Abdullah II de Jordania a "salvar Suwayda".
El 16 de julio, el gobierno sirio anunció un alto el fuego, acordado por la Autoridad Religiosa Drusa, encabezada por otros jeques, Hammoud al-Hinnawi y Youssef Jarbou. Sin embargo, al-Hijri rechazó el acuerdo, alegando que fue proclamado por "bandas armadas que se autodenominan gobierno".
El Observatorio Sirio de Derechos Humanos, una ONG que monitorea la guerra civil siria, afirmó que la violencia en la Gobernación de As-Suwayda había dejado más de 300 muertos, incluidas fuerzas gubernamentales, combatientes locales y 27 civiles drusos muertos en "ejecuciones sumarias".La Presidencia siria prometió investigar los "actos atroces" en Sweida y castigar a "todos aquellos que estén implicados".
Al anunciar el nuevo el alto el fuego, el Ministerio del Interior de Siria dijo que habrá un "cese total e inmediato de todas las operaciones militares", así como la formación de un comité integrado por representantes del gobierno y líderes espirituales drusos para supervisar su implementación además las milicias drusas ocuparon la Capital de la Gobernación Siria. 
Tras la retirada del gobierno, al menos 50 civiles beduinos fueron masacrados por grupos drusos alineados con al-Hijri, según múltiples informes. Al-Hijri rechazó la entrada de una delegación gubernamental con ayuda a Suwayda el 20 de julio.